# Micropteropus
Micropteropus es un género de mamíferos quirópteros de la familia Pteropodidae. Como todos los quirópteros se desplaza volando.
Micropteropus se puede distinguir de otros miembros de la familia Pteropodidae por la presencia de manchas blancas en los hombros de los machos adultos, orejas con pequeños penachos blancos en su base, rostro corto y amplio, cola rudimentaria, antebrazos cubiertos de pelo por más de la mitad de su longitud, paladar postzigomático tan largo como ancho y seis crestas palatinas.
El género incluye las siguientes especies:
- Micropteropus intermedius
- Micropteropus pusillus